# 보라하쥐여우원숭이
보라하쥐여우원숭이 (Microcebus boraha)는 쥐여우원숭이의 일종이다. 2016년 마다가스카르섬에서 기재되었고, 독일영장류센터의 연구팀이 발견했다. 원래 베르트부인쥐여우원숭이(2013년에 이미 기재)와 베마나시쥐여우원숭이, 간스혼쥐여우원숭이 같은 근연종들 속에서 발견되었다. 겉모습이 유사하기 때문에 초기에 별도 종으로 구별하기 힘들었다. 오직 유전자 분석(mtDNA 서열 분석)을 통해서만 구별할 수 있다. 이 유전학 연구는 켄터키 대학교와 듀크 여우원숭이 센터, 마다가스카르의 안타나나리보 대학 과학자들의 공동 연구를 통해 수행되었다. 학명과 일반명은 생트마리섬의 노시 보라하 자연 서식지의 이름에서 유래했다.